# デジモンアドベンチャー ぼくらのウォーゲーム!
『デジモンアドベンチャー ぼくらのウォーゲーム!』（DIGIMON ADVENTURE CHILDREN'S WAR GAME!）は2000年3月4日に東映アニメフェアの1作として上映されたアニメーション映画。上映時間40分。興行収入21.66億円。監督は劇場版1作目と同じく細田守。東映アニメーションの初のフルデジタル劇場映画。同時上映は『ONE PIECE』。

## 概要・特徴
1999年3月から2000年3月までフジテレビジョンなどで放送されたテレビアニメ『デジモンアドベンチャー』の劇場版作品としては第2作目であり、テレビシリーズの後日譚を描いている。テレビシリーズの前日譚である前作映画（第1作目）と共に、その完成度の高さから高い評価と支持を受けた。東映アニメフェア作品としては極めて異例の大人向け劇場版解説本『DIGIMON MOVIE BOOK』（内容は1作目と本作品がセット）が当時発売された。2007年には絵コンテ集『デジモンアドベンチャー 絵コンテ細田守（ANIMESTYLE ARCHIVE）』が発売される。
テレビシリーズのレギュラーキャラ8人のうち、メインで活躍するのは太一、ヤマト、光子郎、タケルの4人に絞られている。これは「40分で不可分なく見せ場を用意できるのは4人が限度」という構成上の都合である。また、お台場、島根県、インターネット空間の3つを主に舞台にしている。島根県でパソコンを探すシーンから、「島根にパソコンなんてあるわけないじゃん」というインターネット・ミームが生まれた。
核ミサイル「ピースキーパー」が発射されてから劇中に出る10分のカウントダウンはほぼリアルタイムでの進行となる。
オメガモンと、テレビシリーズの続編作品『デジモンアドベンチャー02』の主要登場人物である井ノ上京はそれぞれ本作が初登場作である。本作は『02』のストーリーにも密接にリンクしており、『02』第27話では本作の作中で起きた出来事が回想される。また『02』の劇場版として2001年に公開された映画『デジモンアドベンチャー02 ディアボロモンの逆襲』は本作の続編である。
テレビシリーズのリブート作品である『デジモンアドベンチャー:』第2話・第3話では、本作品をオマージュしたストーリーが展開される。
本作品の日付は劇中に出る刺身の製造日から2000年3月4日であり、一般的ではないが春休みとなっている。また、この日はこの映画の公開初日である。
本作品のエンディングテーマ『作品No.2「春」イ長調 〜ぼくらのウォーゲーム!〜』のフルサイズは公開当時リリースされた8cmシングルにしか収録されておらず（サウンドトラックには劇中サイズしか収録されていない）、長年フルサイズ音源の入手は困難となっていたが2014年発売のアルバム『デジモンムービーソングコレクション』にて14年ぶりにフルサイズでの収録がされた。
後に細田が監督を務めた『サマーウォーズ』は本作品をストーリーラインの原型としており、類似点が指摘されている。
本作品はスタンリー・キューブリック『博士の異常な愛情』（1964）のオマージュであり、類似点が指摘されている。他に1983年に公開されたジョン・バダム監督の『ウォー・ゲーム』は今作と類似した内容を扱っている。

## 企画の経緯
当初は沖縄を舞台にし、ゲストキャラと太一2人が旅するロードムービーを考えていたが上映時間が40分しかなかったため、逆に部屋から出ないインターネットを舞台にするアイデアを採用した。実際に主人公の太一は家の外には一切出ないまま、世界の危機を救っている。
また当時、社会問題化していた「2000年問題はデジモンの仕業だったということにすれば子供にも身近に感じてもらえる」という意図もあったが、2000年だけの作品になり普遍性が無くなるということで没になっている。

## ストーリー
デジタルワールドから子供たちが帰ってきて数か月経った2000年の春休み。突如ネットに出現したデジタマから生まれた新種デジモンは、ネットに繋がるコンピュータのデータを食い荒らし、様々な機関を暴走させながら急速に進化。
世界を混乱に陥らせる謎の新種デジモンを止めるため、事態に気づいた太一、光子郎の二人は選ばれし子供たちを集め、再び戦いへと乗り出すことになる。

## 登場人物
新種デジモン（クラモン→ツメモン→ケラモン→（二段階進化）インフェルモン→ディアボロモン）
突如ネットに現れた無邪気ながら凶悪なデジモン。凄まじい食欲を持ち、ネット上のバグが寄り集まって出来たデジタマからわずかな期間で成熟期以外の全ての進化をした。「遊び」で世界を危機に陥らす、かなり性質の悪いデジモン。
デジタマから幼年期1で「クラモン」、幼年期2で「ツメモン」、成長期で「ケラモン」、完全体で「インフェルモン」となる。本作品では登場しないが、ケラモンが進化すると成熟期「クリサリモン」となる。また、劇中では究極体の「ディアボロモン」を含めてこれらの名称は一切使われなかった。
オメガモン
ウォーグレイモンとメタルガルルモンが合体した究極体デジモン。左腕がウォーグレイモン、右腕がメタルガルルモンとなっており、劇中ではグレイソードでディアボロモンの攻撃を全て跳ね返し、ガルルキャノンでディアボロモンの大群を一瞬で殲滅するなど一騎当千の活躍を見せた。

## 主題歌・挿入歌
主題歌
オープニングテーマ「Butter-Fly」
作詞・作曲 - 千綿偉功 / 編曲 - 渡部チェル / 歌 - 和田光司
エンディングテーマ「作品No.2「春」イ長調 〜ぼくらのウォーゲーム!〜」
作詞 - Namika / 作曲・編曲 - 宮崎道 / 歌 - AiM
挿入歌
「brave heart」
作詞 - 大森祥子 /  作曲・編曲 - 太田美知彦 / 歌 - 宮崎歩
「レクイエム」
作曲 - 有澤孝紀 / 歌 - 東京少年少女合唱隊

## スタッフ
- 監督 - 細田守
- 脚本 - 吉田玲子
- キャラクターデザイン - 中鶴勝祥
- キャラクターデザイン・作画監督 - 山下高明、中山久司
- 美術監督 - 田村せいき
- 音楽 - 有澤孝紀

## 受賞歴
- 第18回ゴールデングロス賞優秀銀賞

## テレビ放送
2008年12月22日よりNHKBS2にて本作品が放送された。

## ネット配信
バンダイチャンネルで期間限定で無料配信された。